# Glen Gray
Glen Gray Knoblaugh (Metamora, 7 juni 1906 - Plymouth, 23 augustus 1963) was een Amerikaanse bigbandleider en saxofonist uit het swing-tijdperk. Hij was leider van Casa Loma Orchestra, het eerste swing-orkest en een van de Noord-Amerikaanse topbands in het begin van de jaren dertig. De band was een wegbereider van het bigband-tijdperk.

## Het begin
Hij was de zoon van een muzikale spoorwegarbeider (violist en pianostemmer), die stierf toen Glen twee jaar was. Gray speelde op jonge leeftijd al muziekinstrumenten, zoals de piccolo en de klarinet. Toen hij elf was volgde de saxofoon. In zijn tienerjaren had hij zijn eerste groep, Spike's Jazz Orchestra.
Na zijn diensttijd zou hij, net als zijn vader, bij de spoorwegen werken, als klerk en stationsmanager. Halverwege de jaren twintig sloot hij zich als saxofonist aan bij de Orange Blossoms, een band die voortkwam uit het orkest van Jean Goldkette. De band speelde in en rond Detroit, maar kreeg in 1927 een vaste speelstek in een luxe hotel in Toronto, Casa Loma, waar het ruim een half jaar speelde. In 1929 werd de groepsnaam veranderd in Casa Loma Orchestra en Glen Gray werd door de groepsleden gekozen als de nieuwe bandleider (of 'president'); de band was een coöperatief gezelschap geworden, waarvan de leden deelden in de winsten. Gray besloot echter saxofoon te blijven spelen, violist Mel Jenssen hanteerde de baton.

## Succesjaren
In New York speelde het orkest in Roseland Ballroom, maar de groep was ook actief in Atlantic City. In 1933 speelde het een seizoen lang in een casino in New Rochelle, vanwaaruit ook wekelijkse nationale radio-uitzendingen plaatsvonden. Een en ander leidde ertoe dat de band een groter publiek kreeg. Aanvankelijk was het orkest vooral populair bij studenten die nog geen 'zwarte' jazzorkesten hadden gehoord, Door hun radio-uitzendingen werd de band nu in het hele land bekend en, door hun succesvolle mix van swingnummers en zoete ballades, ook zeer populair. Je kon er zowel naar luisteren (ballades als "Smoke Rings", hun herkenningsnummer) als op dansen (op nummers als "Alexander's Ragtime Band" en "Casa Loma Stomp"). Deze formule zou al snel navolging vinden bij andere bigbands en in het midden van de jaren dertig, toen de swingmachine op stoom begon te komen, werd de band links en rechts ingehaald door allerlei swingorkesten met betere vocalisten, musici en arrangementen. Maar de band bleef populair, met volle zalen en hits.

## Plaatopnames
De eerste opnames van Glen Gray en het Casa Loma Orchestra hadden plaats in 1929, voor Okeh Records. Een van de songs was "Happy Days Are Here Again". In die periode namen ze voor het eerst op voor Brunswick: voor dit label zou de band tot 1934 platen maken. In 1933 namen ze kort op voor Victor (als 'Glen Gray and His Orchestra'). Eind 1934 nam de band voor het eerst op voor Decca, waarvoor de groep jaren platen zou maken. Voor dit label nam het orkest "Blue Moon" op, dat drie weken op nummer één in de Amerikaanse hitlijst zou staan. Het was een van de eerste grote hits voor het toen nieuwe label.
In 1936 werd gitarist Gene Gifford die de jazz-arrangementen verzorgde, vanwege diens alcoholproblemen uit de band gezet en als snel haakten de jazz-liefhebbers af, hoewel de band bij het grote publiek populair bleef. Gifford werd vervangen door arrangeur Larry Clinton, voorheen werkzaam bij Tommy en Jimmy Dorsey. De band werd door Paramount Theatre in New York aangenomen en zou dat enkele seizoenen doen: Casa Loma Orchestra was de eerste groep die dat hier zou doen. In 1937 nam Gray zelf het dirigeerstokje ter hand: de groep heette nu Glen Gray and Casa Loma Orchestra. Er volgden nog wat arrangeur-wisselingen, maar de populariteit van de band nam langzaam af. In het midden van de jaren veertig werd de oorspronkelijke band opgeheven en was Gray de enige eigenaar van de groep en groepsnaam. Hij zou tot 1947 met gehuurde musici een Casa Loma Orchestra overeind houden. Gezondheidsproblemen (diabetes) dwongen hem echter er een punt achter te zetten. In 1950 probeerde hij nog een comeback en maakte hij met enkele oudgedienden en nieuwe spelers enkele succesvolle platen voor Capitol, die vooral nostalgisch waren.

## Musici
Bij Orange Blossoms en Casa Loma Orchestra hebben verschillende bekende jazzmusici gewerkt. Gray speelde met trombonist Pee Wee Hunt in Orange Blossoms. Trompettist Louis Armstrong speelde en zong in 1939 op twee opnames mee, evenals Hoagy Carmichael. In de jaren veertig waren onder meer Bobby Hackett, Herb Ellis en Red Nichols enige tijd bandlid.

## Discografie (selectie)
- Glen Gray Souvenirs (Casa Loma Orchestra), Coral, 1950
- Hoagy Carmichael Songs (idem), Coral, 1950
- Musical Smoke Rings (idem), Decca, 1950
- Casa Loma in Hi-Fi, (idem), Collectables, 1956
- Continental, (idem, onuitgegeven radio-opnames), Hindsight, 1995
- Boneyard Shuffle, Hep Records
- Stompin' Around, Hep Records
- Casa Loma in HiFi, Capitol T-747, 1956
- Casa Loma Caravan, Capitol T-856, 1957
- Sounds of the Great Bands, Capitol ST-1022, 1958
- Shall We Swing?, Capitol ST-1055, 1958
- Sounds of the Great Bands volume-2, Capitol ST-1067, 1959
- Solo Spotlight, Capitol ST-1147, Capitol ST-1147, 1959
- Swingin' Decade, Capitol ST-1289, 1960
- Sounds of the Great Bands in Latin, Capitol ST-1303, 1960
- Swingin' Southern Style, Capitol ST-1400, 1961
- Please, Mr. Gray, Capitol ST-1506, 1961
- Jonah Jones / Glen Gray, Capitol ST-1660, 1962
- They All Swung the Blues, Capitol ST-1739, 1962
- Themes of the Great Bands, Capitol ST-1812, 1963
- Today's Best, Capitol ST-1938, 1963

## Filmografie
- "Time Out For Rhythm" (1941)
- "Jam Session" (1944)